# Europa (motorfiets)
Europa is een Duits historisch merk van motorfietsen.
De bedrijfsnaam was: Europa Motorradbau, Max Vorbauer, München.
Max Vorbauer leverde van 1931 tot 1934 motorfietsen met mooie driehoeksframes, die voorzien waren van lichte tweetaktmotoren. Dit waren inbouwmotoren die hij inkocht bij Schliha (147 cc) en Villiers (98- en 146 cc.